# Mogotes
Mogotes ist eine Gemeinde (municipio)  im Departamento Santander in Kolumbien.

## Geographie
Die Gemeinde Mogotes liegt in der Provinz Guanentá im östlichen Santander in den kolumbianischen Anden. Der Ort selbst liegt auf einer Höhe von etwa 1700 Metern und hat eine Jahresdurchschnittstemperatur von 18,6 °C. An die Gemeinde grenzen im Norden Molagavita und Curití, im Osten San Joaquín, im Süden Ocamonte, Charalá und Coromoro und im Westen Curití, San Gil und Valle de San José.

## Bevölkerung
Die Gemeinde Mogotes hat 10.860 Einwohner, von denen 3952 im städtischen Teil (cabecera municipal) der Gemeinde leben (Stand: 2019).

## Geschichte
Vor der Ankunft der Spanier lebte auf dem Gebiet des heutigen Mogotes das indigene Volk der Guanes. Das moderne Mogotes wurde 1703 von Cristóbal Gualdrón de la Peña gegründet. Seit 1887 ist Mogotes eine Gemeinde im heutigen Sinne.

## Wirtschaft
Der wichtigste Wirtschaftszweig in Mogotes ist die Landwirtschaft. Insbesondere wird Zuckerrohr für Panela angebaut, aber auch Mais, Bohnen, Kaffee und Naturfasern sind wichtig. Außerdem gibt es noch Rinderproduktion.

## Persönlichkeiten
- José de Jesús Martinez Vargas (1897–1987), römisch-katholischer Geistlicher, Bischof von Armenia